# Gardena (azienda)
La Gardena GmbH con sede a Ulma è un costruttore tedesco di articoli per giardinaggio e dal 2007 fa parte del gruppo svedese Husqvarna AB. Per fatturato è l'azienda del settore più grande d'Europa.

## Storia

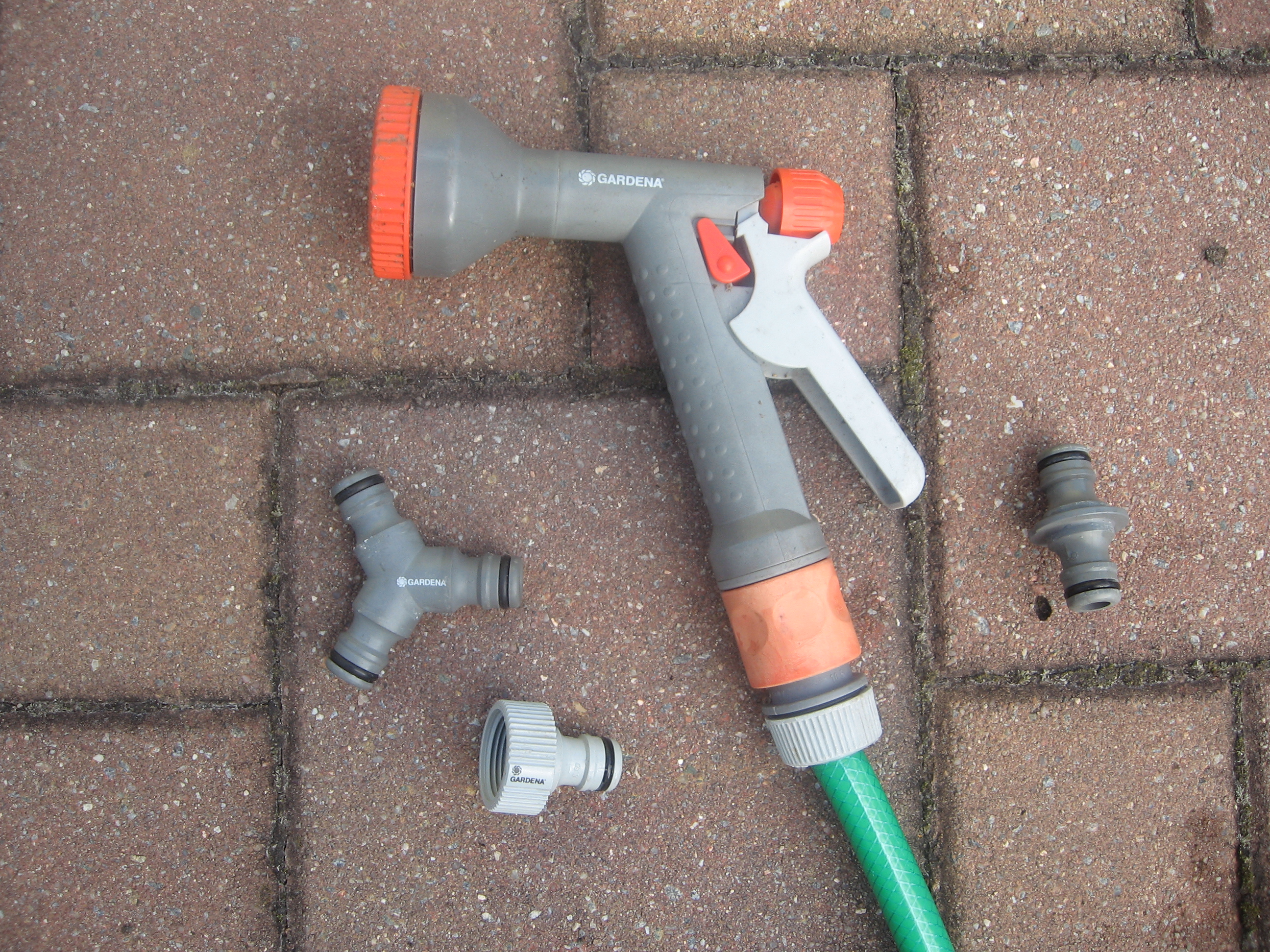
Un irrigatore allacciato ad un tubo da giardinaggio e raccordi di accoppiamento rapido

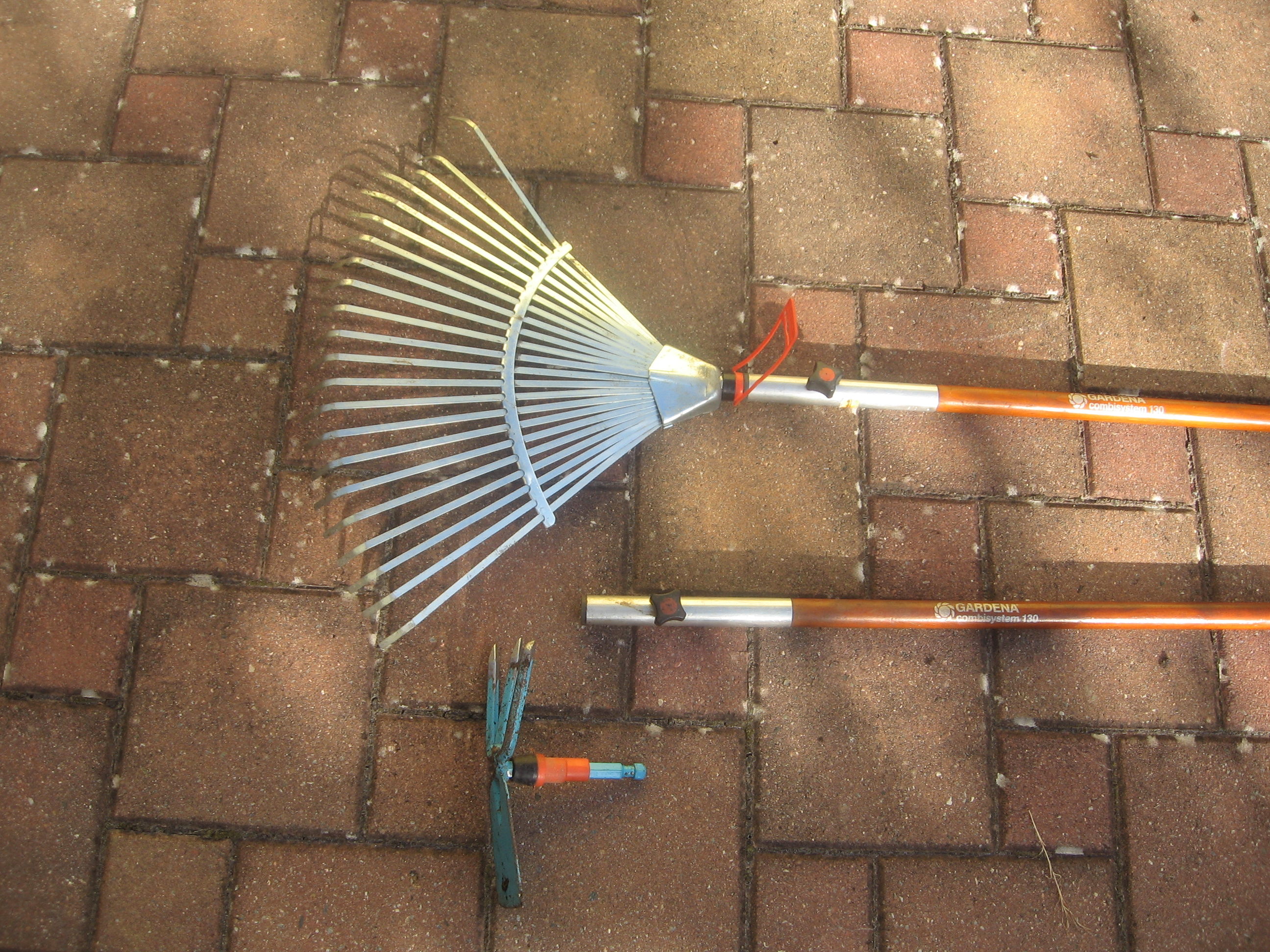
Manici di legno con accessori montabili

Viene fondata nel 1961 la firma Kress + Kastner GmbH da Werner Kress e Eberhard Kastner (1928–2004). Cinque anni dopo viene creato il marchio di fabbrica Gardena; successivamente la società viene rinominata in Gardena Kress + Kastner GmbH. Nel 1968 viene creato e brevettato il sistema di accoppiamento rapido "Original GARDENA System". La base di tutti i successivi prodotti da giardinaggio per irrigazione. Otto anni più tardi viene creato il sistema "GARDENA combisystem", ideato da Dieter Raffler, professore emerito di design industriale. Raffler fu per venti anni collaboratore dell'azienda Gardena.
La Gardena Holding AG nel 1996 entrò in Borsa, e dal 1999 al 2004 ebbe come presidente Wolfgang Jahrreiss. Tre anni dopo la famiglia proprietaria e fondatrice decide di vendere al fondo svedese private equity Industri Kapital nel 2003 e con il successivo delisting dalla Borsa.
Nel 2007 la Industri Kapital vende Gardena per 730 milioni di Euro alla Husqvarna AB. La Gardena AG diventa una società GmbH e avviene una profonda riorganizzazione, ma con sede e fabbriche ancora in Germania.